# Mathieu Kassovitz
Mathieu Kassovitz (* 3. srpna 1967 Paříž) je francouzský filmař, herec, scenárista, producent a režisér.

## Život a kariéra
Pochází z umělecké rodiny, jeho otec je herec, scenárista a režisér maďarsko-židovského původu Peter Kassovitz, který z Maďarska emigroval v roce 1956 v době tehdejší maďarské revoluce. Jeho předkové pocházeli z Kasejovic, o čemž svědčí aškenázská varianta jeho příjmení. Jeho matka je francouzská filmová střihačka Chantal Remy.
Ve filmu se objevil už jako dítě, jednalo se o snímek jeho otce Au bout du bout du banc (česky: Na kraji lavice) z roku 1978.
Jeho režijním průlomem se stal film Nenávist (La Haine), kde také sám hrál jednu z rolí. Tento film posléze získal Césara za nejlepší film i hlavní cenu Zlatou palmu na Filmovém festivalu v Cannes.
Ačkoliv Césara i cenu Jeana Gabina obdržel za svůj herecký výkon ve snímku Regarde les hommes tomber mezi jeho vůbec nejznámější herecké role patří druhá hlavní postava Nina Quincampoixe ve filmu Amélie z Montmartru, kde si zahrál partnera hlavní představitelky Amélie herečky Audrey Tautou.

## Filmografie

### Režie
- 2010 Rebellion
- 2008 Babylon A.D.
- 2003 Gothika
- 2000 Purpurové řeky
- 1997 Povolání vrah
- 1995 Nenávist
- 1993 Kafe s mlíkem
- 1992 Assassins...
- 1991 Cauchemar blanc
- 1990 Fierrot le pou

### Herec - výběr
- 1994 Regarde les hommes tomber
- 2001 Amélie z Montmartru (hlavní role)
- 2001 Nevěsta přes internet (hlavní role)
- 2002 Amen.
- 2005 Mnichov